# Macaria fusca
Macaria fusca là một loài bướm đêm trong họ Geometridae.

## Hình ảnh

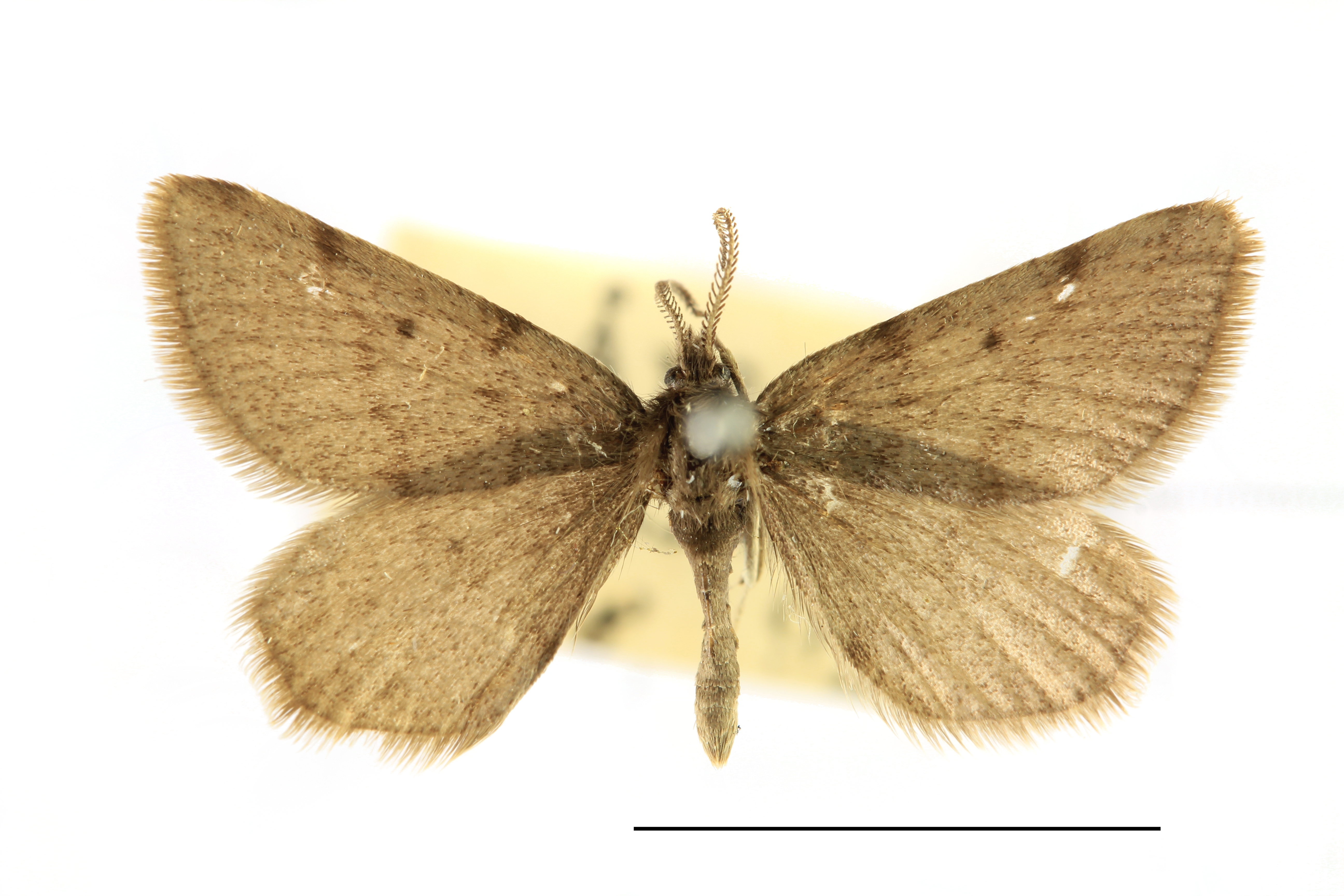